# Biblioteca Nacional de Cabo Verde
Die Nationalbibliothek von Kap Verde (portugiesisch Biblioteca Nacional de Cabo Verde, BNCV) ist die Nationalbibliothek und die größte und wichtigste Bibliothek der westafrikanischen Inselrepublik Kap Verde. Sie befindet sich in der Hauptstadt Praia, gegenüber dem Nationalstadion Estádio da Várzea.

## Geschichte
Die ersten zwei öffentlichen Bibliotheken der damaligen portugiesischen Kolonie Kap Verde entstanden Ende des 19. Jahrhunderts mit der Biblioteca e Museu Nacional in Praia und der städtischen Bibliothek (Biblioteca municipal) in Mindelo 1880.
Nach der Unabhängigkeit des Landes von Portugal (1975) entstanden in den 1980er Jahren zunächst spezialisierte Bibliotheken wie die der Nationalversammlung, verschiedener Ministerien und Kulturzentren, und der kapverdischen Zentralbank. 1996 begann dann das Bibliotheksprogramm Rede Bibliográfica da Lusofonia („Bibliotheken-Netz der Lusophonie“) im Rahmen der portugiesischen Entwicklungszusammenarbeit mit den afrikanischen Staaten mit Amtssprache Portugiesisch (PALOP). Es beinhaltete Bibliotheksbauten und Renovierungen, Weiterbildungen für Bibliothekare und Aufstockungen der Buchbestände.
Die Nationalbibliothek von Kap Verde wurde 1999 gegründet, im Rahmen der 1997 beschlossenen Umstrukturierung der Kulturarbeit der Regierung. Sie ersetzte damit das 1997 aufgelöste Instituto Cabo-Verdiano do Livro, des staatlichen Institutes für das Buch.

## Aufgaben
Für die Biblioteca Nacional de Cabo Verde hat der kapverdische Staat drei grundlegende Aufgaben definiert:
- Sie ist Empfängerin des kapverdischen Pflichtexemplars und klassische Nationalbibliothek der Republik Kap Verde
- Sie ist die Öffentliche Bibliothek der Hauptstadt Praia
- Sie ist die staatliche Behörde zur Förderung des Lesens im Land. Zu ihren Aufgaben zählt in dem Zusammenhang auch ihre Tätigkeit als Verlag. Zudem arbeitet sie in Zusammenarbeit mit den Büchereien der kapverdischen Kreisverwaltungen (Bibliotecas municipais) am Aufbau des staatlichen Bibliotheken-Netzes, der Rede Nacional das Bibliotecas Públicas. Dazu wird in der Nationalbibliothek die Datenbank der nationalen Bibliotheksbestände geschaffen (Base Nacional de Dados Bibliográficos).